# 無人島ジョーク
無人島ジョーク（むじんとうジョーク、英語: Desert island joke）とは、無人島に漂着した人、あるいは数人のグループを素材としたジョークである。
この設定は、あるジャンルの人々に対する固定観念を明らかにするために用いられている。
これは職業、宗教または国籍についてのネタであることが多く、また登場するのが有名人である場合も多い。無人島という設定はステレオタイプな生活のかもし出す不合理性と登場人物の持つ偏見をより強調する。そして登場人物の持つ偏見や固定観念は、普通の（無人島ではない）環境にあっても、彼ら自身に特有の奇癖を明らかにするだろうことを示唆している。
この設定は、またアニメーションや新聞漫画でもよく見うけられる設定である。ステレオタイプな状況設定は、ヤシの木が一本だけ生えた小島とぼろぼろの服を着た人物という組合せである。

## 例

### 無人島からの救出
スコットランドの長老派教会の男が、長い無人島生活の後に救出された。
救助艇のデッキに立つ男に向かって船長が尋ねた。「あなたはたった一人で住んでいたと思うのだが、なぜ浜辺に小屋が三つ見えるんだろう？」
男は答えた。「うん。一つが俺の住処で、もう一つは教会さ」
「で、三つ目は？」と船長は尋ねて男は応えた。「ああ、ありゃ古い教会（old church）だ」

### 1人の美女と2人の男性のパターン
1人の美女と2人の男性が無人島に漂流した設定でのジョーク。エスニックジョークにもなっている。
- イタリア人→男2人が殺し合い、生き残った男が美女を愛する。
- フランス人→美女は1人の男と結婚し、もう1人の男は美女の愛人となって、うまくいく。
- イギリス人→互いに紹介されるまで口を利かないので、何も問題は起こらない。
- 日本人→どうしたら良いか、東京の本社にテレックスで問い合わせる。